# Jackson (Wisconsin)
Jackson es una villa ubicada en el condado de Washington en el estado estadounidense de Wisconsin. En el Censo de 2010 tenía una población de 6.753 habitantes y una densidad poblacional de 850,68 personas por km².

## Geografía
Jackson se encuentra ubicada en las coordenadas 43°19′47″N 88°10′7″O / 43.32972, -88.16861. Según la Oficina del Censo de los Estados Unidos, Jackson tiene una superficie total de 7.94 km², de la cual 7.89 km² corresponden a tierra firme y (0.65%) 0.05 km² es agua.

## Demografía
Según el censo de 2010, había 6.753 personas residiendo en Jackson. La densidad de población era de 850,68 hab./km². De los 6.753 habitantes, Jackson estaba compuesto por el 96.93% blancos, el 0.47% eran afroamericanos, el 0.22% eran amerindios, el 0.68% eran asiáticos, el 0.06% eran isleños del Pacífico, el 0.56% eran de otras razas y el 1.07% pertenecían a dos o más razas. Del total de la población el 2.18% eran hispanos o latinos de cualquier raza.